# クルクレ石

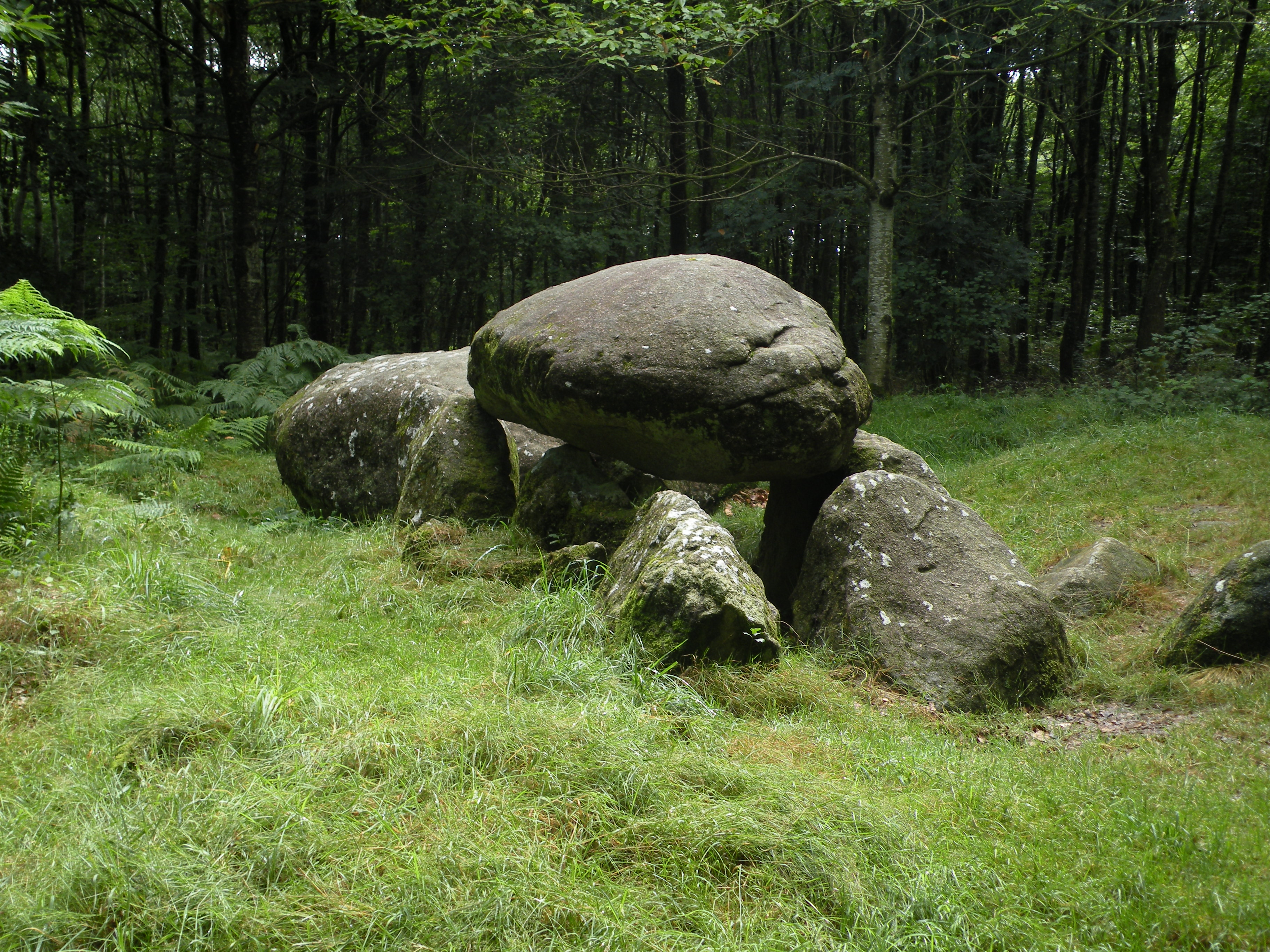
クルクレ石

クルクレ石（仏: Pierre Courcoulée）はフランス、イル＝エ＝ヴィレーヌ県・ブルターニュ地方はフージェールの森東部に存在する石造遺跡の一つである。
巨石の上に屋根のようにして天井石が乗せられているのが特徴である。

## 保護に関して
1946年、ドルイド列石とともに歴史的建造物に定められた。

## 遺跡の概要
部分的に損壊した、屋根のある小路で、長さ6メートル・幅1,3メートルにおよぶ。19世紀に、小路を覆う石の大きさは長さ約4メートル・幅約2メートルと計測された。いまや二つの破片が残されている状態に過ぎない。また、小路は12の割石によって区切られている。割石は最低1.2メートルの高さのもので、そのうちの1つは傾いている。